# 78e parallèle sud
Pour les articles homonymes, voir 78e parallèle.
En géographie, le 78e parallèle sud est le parallèle joignant les points de la surface de la Terre dont la latitude est égale à 78° sud.

## Géographie

### Dimensions
Dans le système géodésique WGS 84, au niveau de 78° de latitude sud, un degré de longitude équivaut à 23,219 km ; la longueur totale du parallèle est donc de 8 359 km, soit environ 21 % de celle de l'équateur. Il en est distant de 8 662 km et du pôle Sud de 1 340 km,.

### Régions traversées
Le 78e parallèle sud passe au-dessus de l'Antarctique sur plus des trois quarts de sa longueur, le reste étant situé sur l'océan Austral.
Le tableau ci-dessous résume les différentes zones traversées par le parallèle, d'ouest en est :
| Zone                           | Début                 | Fin                   | Longueur (km) |
| ------------------------------ | --------------------- | --------------------- | ------------- |
| Antarctique                    | 78° 00′ S, 35° 33′ O  | 78° 00′ S, 164° 31′ E | 4 645         |
| Océan Austral (mer de Ross)    | 78° 00′ S, 164° 31′ E | 78° 00′ S, 157° 57′ O | 871           |
| Antarctique                    | 78° 00′ S, 157° 57′ O | 78° 00′ S, 80° 49′ O  | 1 791         |
| Océan Austral (mer de Weddell) | 78° 00′ S, 80° 49′ O  | 78° 00′ S, 76° 25′ O  | 102           |
| Antarctique                    | 78° 00′ S, 76° 25′ O  | 78° 00′ S, 73° 37′ O  | 65            |
| Océan Austral (mer de Weddell) | 78° 00′ S, 73° 37′ O  | 78° 00′ S, 48° 46′ O  | 577           |
| Île Berkner                    | 78° 00′ S, 48° 46′ O  | 78° 00′ S, 44° 48′ O  | 92            |
| Océan Austral (mer de Weddell) | 78° 00′ S, 44° 48′ O  | 78° 00′ S, 35° 33′ O  | 215           |